# Xã English, Quận Lucas, Iowa
Xã English (tiếng Anh: English Township) là một xã thuộc quận Lucas, tiểu bang Iowa, Hoa Kỳ. Năm 2010, dân số của xã này là 519 người.